# Pasquier Joostens
 (août 2015).
Pasquier Joostens, connu dans la République des Lettres sous le nom de Paschasius Justus Ecloviensis, est un docteur en médecine et en philosophie flamand, né à Eeklo, comté de Flandre, vers 1530, dans une famille notable.

## Biographie
Après avoir étudié la médecine et la philosophie et obtenu son doctorat, dans une université non connue, il cite Padoue parmi les lieux où il étudia, il continua sa formation en voyageant à travers la France, l’Italie et l’Espagne. 
De retour dans sa patrie il prit le parti des combattants de la liberté puisqu'on le retrouve dans l’entourage du duc d’Alençon, éphémère duc de Brabant (1582), "protecteur de la liberté des Pays-Bas", pressenti pour devenir le souverain des Pays-Bas indépendants, dont il est le médecin attitré.
Pasquier Joostens se rendit célèbre en sauvant de la mort Guillaume d’Orange lorsqu’il fut victime d’un attentat où il fut blessé d’un coup de pistolet sous l’oreille droite par le jeune commis d'un négociant portugais d'Anvers, l'Espagnol Jean Jaureguy de Bilbao. Joostens parvint à arrêter une hémorragie que les autres médecins ne parvenaient pas à contenir.
Pris par la passion du jeu qui perturba toute sa vie et dont il essaya de se guérir, il écrivit un traité médical sur cette dépendance. Il y étudiait l'addiction au jeu avec un regard médical le considérant non pas sous l'angle du vice ou du péché mais comme une affection très grave et ignorée à ce jour (omnis gravissimae et ignotae usque ad hoc tempus affectionis) et une maladie cruelle et violente (tanquam immanis et saevi alicuius morbi).
Ce livre eut un grand succès et fut édité à Bâle (1561), Francfort (1616) et Amsterdam (1642). Sa théorie fut reprise en langue française par Jean-Baptiste Thiers dans son Traité des jeux et des divertissemens. Il est sans doute le premier à avoir répandu dans le monde médical le savoir que l'addiction au jeu était une maladie et a en avoir proposé des thérapies.

## Ses écrits
- Alea sive de curanda ludendi in pecuniam cupiditate libri duo ; priore, medica planaque methodo omnis gravissimae et ignotae usque ad hoc tempus affectionis natura et effectus, tanquam immanis et saevi alicujus morbi explicantur ; altero, quâ potissimum curatione adhibitâ insatiabilis flagitiosaque cupiditas evelli ex graviter aegrotantium animis possit, explanatur : tum si contumax erit quâ ratione edomari et comprimi queat, edocetur, Basileae, Joannes Oporinus, 1561, in-4°.
- Alea ...., Francofurti, 1616, in-4°.
- Pascasii Justi Ecloviensis, Alea.., Amstelodami, apud Ludovicum Elzevirium, 1642 ; in-12°. Cette dernière édition est due à Marcus Zuerius Boxhornius, avec une vie de l’auteur (Vita autoris) résumant en une page le peu que l'on sait de lui. (Lire en ligne, le prénom y est écrit Pascasius).